# 二川村 (山梨県)
二川村（ふたがわむら）は山梨県中巨摩郡にあった村。現在の甲府市西下条町・大津町にあたる。

## 地理
- 河川：笛吹川、荒川

## 歴史
- 1874年（明治7年）10月 - 巨摩郡西下条村・大津村が合併して二川村となる。
- 1878年（明治11年）7月22日 - 郡区町村編制法の施行により、二川村が中巨摩郡の所属となる。
- 1889年（明治22年）7月1日 - 町村制の施行により、二川村が単独で自治体を形成。
- 1954年（昭和29年）10月17日 - 甲府市に編入。同日二川村廃止。

## 交通

### 道路
現在は旧村域を中央自動車道が通過するが、当時は未開通。